# دکامرون سیاه
دکامرون سیاه (ایتالیایی: Il decamerone nero) که با نام آفریقا اروتیکا هم شناخته می‌شود، یک فیلم کمدی درام ایتالیایی به کارگردانی پی‌یرو ویوارلی است که در سال ۱۹۷۲ منتشر شد. سبک این فیلم چیزی میان فیلم‌های دکامرونی و کمدی سکسی سبک ایتالیایی و موندو بود و در آن برهنگی بی‌دلیل شبه قوم‌نگاری وجود دارد. فیلم در استان ماترا و سنگال تصویربرداری شد و بازیگر اصلی آن بریل کانینگهام است که در آن هنگام شریک زندگی کارگردان بود.